# Stara Pryłuka
Stara Pryłuka (ukr. Стара Прилука, pol. hist. Przyłuka) – wieś na Ukrainie w rejonie lipowieckim, obwodu winnickiego.
Prywatne miasto szlacheckie Przyłuka, położone w województwie bracławskim, w 1627 roku należało do kasztelana krakowskiego Jerzego Zbaraskiego.

## Zabytki
- zamek obronny z basztami i wałami wybudowany przez Janusza Zbaraskiego
- Pałac w Starej Przyłuce(inne języki), dwukondygnacyjny wybudowany na planie prostokąta przed 1780 r. w stylu neobarokowym przez Aleksandra Macieja Borzęckiego[2] przetrwał do czasów współczesnych[3]. W 1996 r. była tam szkoła[2]. W skład zespołu pałacowego wchodziły: oranżeria, oficyna, budynek z lodownią w dolnej kondygnacji i ptaszarnią w górnej, stadnina z hodowlą koni czystej krwi arabskiej, zabudowania folwarczne, brama, rozległy park krajobrazowy oraz ogród.